# Pták ze Sakkáry

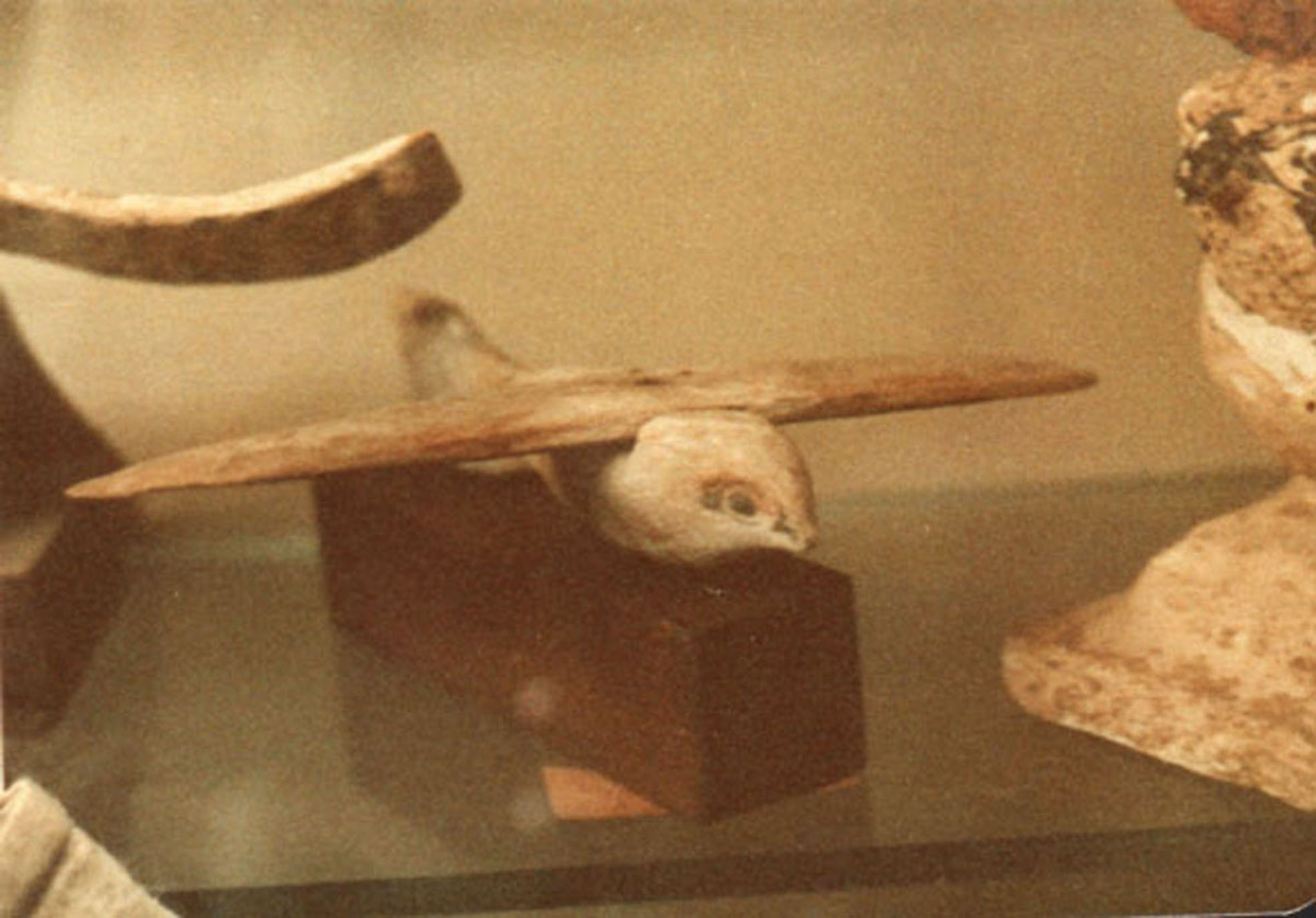
Pták ze Sakkáry

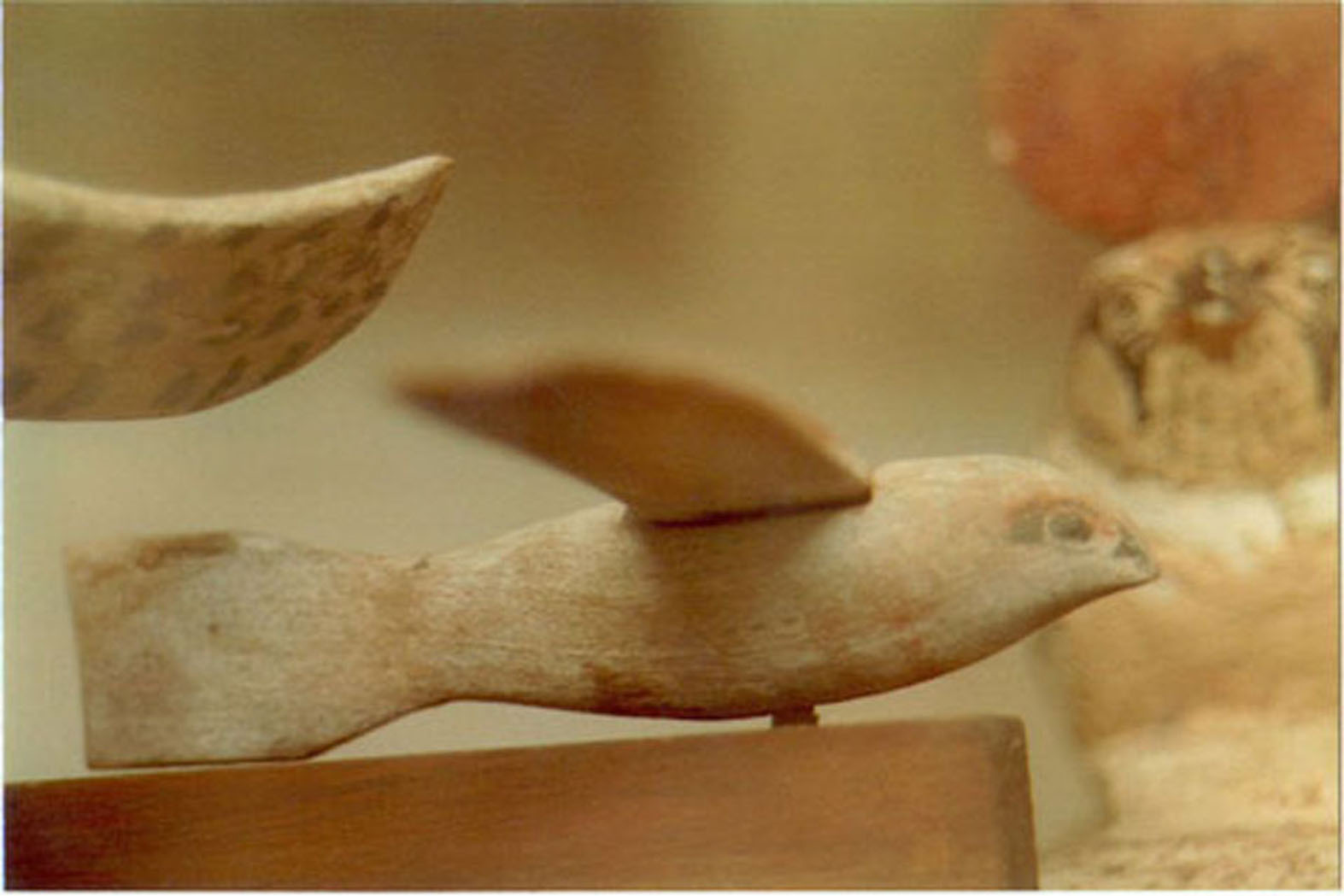
Pták ze Sakkáry

Pták ze Sakkáry je dřevěný artefakt v podobě ptáka. Byl objeven během vykopávek 1898 v Sakkáře. Je datován přibližně k 200 př. n. l. a nyní se nachází v Egyptském muzeu v Káhiře. Jeho původní účel není znám. 

## Teorie
Někteří si myslí, že Pták ze Sakkáry může být obřadním předmětem. Sokol, v podobě kterého byl vytvořen, reprezentuje totiž několik důležitých egyptských bohů (zejména Hora a Re-Horachety).  
Jiní předpokládají, že se mohlo jednat ohračku pro šlechtické dítě, nebo mohl fungovat jako větrná korouhev. Je také možné, že byl používán jako jistý druh bumerangu, který byl v Egyptě jinak běžný jako házecí tyč pro lov vodních ptáků. Další hypotézou je, že byl tento pták umisťován na vrchol stěžně posvátných lodí používaných během festivalu Opet.

## Kontroverzní teorie
Bylo také navrženo, že by Pták ze Sakkáry mohl představovat důkaz o znalosti letectví ve starověkém Egyptě. 
Egyptský lékař, archeolog a parapsycholog Chalil Messiha uvažoval nad tím, že starověcí Egypťané možná vyvinuli první letadlo. Navzdory těmto tvrzením však nikdy nebyla nalezena jediná staroegyptská letadla, ani jiné důkazy naznačující jejich existenci. Výsledkem je, že egyptologové většinově nepřijali teorii o tom, že by byl Pták ze Sakkáry modelem létajícího stroje. 